# Prinzip der Entblätterung
Das Prinzip der Entblätterung wurde in den 1960er Jahren vom österreichischen Geodäten und Geophysiker Karl Ledersteger formuliert.
Es betrifft die Theorie der hydrostatischen Gleichgewichtsfiguren und besagt, dass man zur Berechnung homogener Ellipsoide (MacLaurin-Ellipsoide) Schicht um Schicht abheben kann, ohne das Gleichgewicht des Restkörpers zu stören.
Der Grund ist in der Potentialtheorie zu suchen: in einem Maclaurin-Ellipsoid sind die inneren Niveauflächen konzentrische und ähnliche (homothetische) Ellipsoide, sodass jede homogene Schale auf ihren Innenraum keine Anziehung ausübt, siehe Homöoid.